# Paracryptops inexpectus
Paracryptops inexpectus är en mångfotingart som beskrevs av Chamberlin 1914. Paracryptops inexpectus ingår i släktet Paracryptops och familjen Cryptopidae.
Artens utbredningsområde är:
- Guyana.
- Dominica.

Inga underarter finns listade i Catalogue of Life.